# 1975年逝世人物列表
下面是1975年逝世的知名人士列表。
1975年逝世人物列表：1月 - 2月 - 3月 - 4月 - 5月 - 6月 - 7月 - 8月 - 9月 - 10月 - 11月 - 12月

## 1月

### 3日
- 維克多·克拉夫特，奧地利哲學家

### 5日
- 戈特洛布·贝格尔，德國納粹高級官員[1]

### 9日
- 皮埃爾·弗雷斯奈，法國演員

### 14日
- 格奧爾基·特雷科夫，保加利亞前國家元首，國民議會主席團主席

### 16日
- 陳達，中華民國中央研究院第一屆(人文及社會科學)院士。[2]

### 17日
- 古斯塔沃·罗哈斯·皮尼利亚，哥倫比亞第19任總統

### 19日
- 湯瑪斯·哈特·本頓，美國藝術家

### 23日
- 卡爾·法蘭茲，普魯士王子

### 24日
- 拉裡·法恩，美國演員和喜劇演員，三個臭皮匠

### 27日
- 安东宁·诺沃提尼，捷克斯洛伐克共產黨領袖，捷克斯洛伐克第7任總統
- 比爾·沃爾什，美國電影製片人和作家

### 28日
- 奧拉·拉克內斯，挪威精神分析學家和語言學家

## 2月

### 3日
- 烏姆·庫勒蘇姆，埃及女演員和歌手

### 4日
- 路易斯·喬丹，美國音樂家

### 6日
- 基思·派克，紐西蘭出生的英國空軍元帥[3]

### 8日
- 羅伯特·魯賓遜，英國化學家，諾貝爾獎獲得者
- 揚·穆卡若夫斯基，捷克文學、語言和美學理論家。

### 10日
- 戴夫·亞歷山大，美國音樂家

### 12日
- 卡尔·卢茨，瑞士外交官和人道主義者[4]

### 14日
- 朱利安·赫胥黎，英國生物學家[5]
- 佩勒姆·格伦维尔·伍德豪斯，英國作家[6]

### 16日
- 摩根·泰勒，美國奧運運動員

### 17日
- 雨果·奧斯特曼，芬蘭將軍

### 18日
- 基伏·斯托伊卡，羅馬尼亞第48任總理兼國家元首

### 19日
- 路易吉·达拉皮科拉，義大利作曲家

### 22日
- 莱昂内尔·柯蒂斯，英國中提琴家[7]

### 24日
- 尼古拉·布尔加宁，蘇聯總理

### 25日
- 以利亚·穆罕默德，美國伊斯蘭國家領袖

### 28日
- 內維爾·卡杜斯，英國板球和音樂作家[8]

## 3月

### 2日
- 玛德琳·薇欧奈，法國時裝設計師[9]

### 3日
- 特蕾莎·吉赫斯，德國女演員

### 6日
- 格伦·哈丁，美國運動員

### 7日
- 米哈伊尔·米哈伊洛维奇·巴赫京，俄羅斯哲學家和文學家

### 8日
- 约瑟夫·贝克，盧森堡首相
- 乔治·史蒂文斯，美國導演、製片人和電影攝影師

### 9日
- 約瑟夫·鄧寧格，美國精神病學家
- 雪麗·羅斯，美國女演員和歌手

### 11日
- 瑪格麗塔·費舍爾，美國默片女演員

### 13日
- 伊沃·安德里奇，塞爾維亞-克羅埃西亞作家，諾貝爾獎獲得者

### 14日
- 蘇珊·海華，美國女演員

### 15日
- 亚里士多德·奥纳西斯，希臘航運巨頭

### 16日
- T-Bone Walker，美國藍調演奏家

### 19日
- 哈裡·拉赫曼，美國布景設計師和電影導演

### 20日
- 海梅，塞戈維亞公爵

### 21日
- 喬·梅德威克，美國棒球運動員和經理[10]

### 25日
- 费萨尔·本·阿卜杜勒-阿齐兹·阿勒沙特，沙地阿拉伯第三位國王。
- 蜜雪兒·吉拉爾東，法國女演員

### 27日
- 阿瑟·布利斯，英國作曲家、女王音樂大師

### 30日
- 博茨·亞當斯，美國商業巨頭，菲力浦斯石油公司總裁

## 4月

### 2日
- 董必武，中共中央政治局常委、前中華人民共和國代主席，中國共產黨創建人之一

### 5日
- 蔣中正，中華民國總統，中國國民黨總裁
- 哈罗德·奥斯本，美國奧林匹克運動員
- 維克多·馬里寧，荷蘭政治家和法學家，第40任荷蘭首相[11]

### 10日
- 沃克·埃文斯，美國攝影師
- 瑪喬麗·梅因，美國女演員

### 12日
- 約瑟芬·貝克，法國藝人、活動家

### 14日
- 弗雷德里克·馬區，美國演員

### 17日
- 萨瓦帕利·拉达克里希南，印度哲學家和政治家，印度第二任總統

### 23日
- 威廉·哈特内尔，英國演員

### 24日
- 張景鉞 (峴儕_C.Y. Chang)，81歲，中華民國中央研究院第一屆(生命科學組)院士[2]
- 彼特·漢姆，威爾士歌手、詞曲作者和吉他手

## 5月

### 4日
- 莫·霍華德，美國演員和喜劇演員

### 5日
- 艾弗里·布伦戴奇，美國行政長官，第1887任國際奧會主席

### 9日
- 菲力浦·多恩，荷蘭演員

### 14日
- 恩斯特·亚历山德森，瑞典出生的美國電視先驅[12]

### 18日
- 勒萊·安德森，美國作曲家
- 阿尼巴爾·特羅伊洛，阿根廷探戈音樂家

### 20日
- 芭芭拉·赫普沃斯，英國雕塑家和藝術家

### 22日
- 雷夫提·葛洛夫，美國棒球運動員
- 托本·邁耶，丹麥演員

### 23日
- 莫姆斯·馬布利，非裔美國喜劇演員[13]

### 28日
- 埃扎德·查理斯，美國拳擊手，前世界重量級冠軍
- 劍龍，中國編劇和電影導演

### 30日
- 史蒂夫·普雷方丹，美國長跑運動員
- 米歇爾·西蒙，瑞士演員

## 6月

### 3日
- 佐藤荣作，日本政治家，日本首相，諾貝爾和平獎獲得者[14]
- 奧齊·納爾遜，美國演員、導演和製片人

### 4日
- 伊芙琳·布倫特，美國女演員

### 7日
- 第七代史賓賽伯爵阿爾伯特·史賓賽，英國貴族

### 12日
- 拉斐爾·阿雷瓦洛·馬丁內斯，瓜地馬拉作家

### 13日
- 何塞·马里亚·吉多，阿根廷第33任總統

### 15日
- 威廉·奧斯丁，英國演員

### 18日
- 雨果·伯格曼，德國和以色列猶太哲學家

### 27日
- 傑弗里·泰勒，英國物理學家、數學家、流體力學和波動理論專家

### 28日
- 羅德·瑟林，美國電視編劇和敘述者

### 29日
- 蒂姆·巴克利，美國創作型歌手

## 7月

### 2日
- 詹姆斯·羅伯遜·賈斯蒂斯，英國演員

### 4日
- 路易吉·卡洛·博羅梅奧，義大利羅馬天主教主教

### 5日
- 何廉  (淬廉)，(中華民國中央研究院第四屆(人文及社會科學)院士。[2]
- 奧托·斯科爾茲內，奧地利出生的德國中校

### 7日
- 威廉·瓦伦斯·道格拉斯·霍奇，英国几何学家

### 10日
- 阿希尔·范阿克，比利時第33任首相

### 14日
- 馬丹·莫漢，印度音樂總監

### 17日
- 康斯坦丁·加姆薩胡爾季亞，喬治亞作家和公共捐助者

### 19日
- 萊夫提·弗里澤爾，美國歌手
- 查理斯·艾倫·波納爾，美國海軍上將，第三任關島軍事總督[15]

### 21日
- 比利·韋斯特，美國演員

### 23日
- 艾姆倫·湯內爾，美式足球運動員和教練

### 30日
- 詹姆斯·布利什，美國科幻小說和奇幻作家

## 8月

### 3日
- 安德列亞斯·恩比里科斯，希臘詩人
- 傑克·莫利納斯，美國籃球運動員

### 6日
- 因凡特·阿方索，加列拉，西班牙王子，軍事飛行員[16]

### 9日
- 德米特里·肖斯塔科维奇，蘇聯和俄羅斯作曲家

### 10日
- 安東尼·麥考利夫，美國將軍

### 11日
- 雷切爾·卡茨內爾森-沙扎爾，猶太復國主義政治人物，以色列第三任總統的妻子

### 14日
- 劉大中，(中華民國中央研究院第三屆(人文及社會科學)院士。[2]

### 15日
- 谢赫·穆吉布·拉赫曼，孟加拉國第二任總理，孟加拉國第一、第四任總統

### 16日
- 弗拉基米爾·庫茨，蘇聯選手

### 17日
- 西格·阿爾諾，德國演員

### 19日
- 馬克·多諾霍，美國賽車手
- 艾瑪·豪歌，美國社會領袖、慈善家、藝術贊助人和收藏家[17]
- 弗蘭克·希爾茲，美國網球運動員

### 23日
- 西德尼·布赫曼，美國編劇

### 25日
- 約瑟夫·凱恩，美國電影導演和製片人

- 卡倫·蘭迪斯，美國演員

### 27日
- 海尔·塞拉西一世，埃塞俄比亚皇帝

### 28日
- 弗里茨·沃特魯巴，奧地利雕塑家

### 29日
- 查理斯·C·巴斯，美國醫生和醫學研究員[18]
- 埃蒙·德·瓦莱拉，愛爾蘭政治家和政治家，愛爾蘭第三任總統，三屆總理

## 9月

### 5日
- 愛麗絲·凱薩琳·埃文斯，美國微生物學家

### 9日
- 明塔·杜菲，美國女演員
- 埃塞爾·格裡菲斯，英國女演員

### 10日
- 乔治·汤姆孙，英國物理學家，諾貝爾獎獲得者

### 13日
- 西索瓦·莫尼勒，柬埔寨第三任首相

### 14日
- 郭廷以  (量宇)，(中華民國中央研究院第七屆(人文及社會科學)院士。[2]

### 15日
- 丰子恺，画家

### 19日
- 帕梅拉·布朗，英國女演員

### 20日
- 多里亞·沙菲克，埃及女權主義者、詩人、作家和編輯[19]
- 圣琼·佩斯，法國外交官和作家，諾貝爾獎獲得者

### 23日
- 伊恩·亨特，英國演員

### 26日
- 康拉德·哈尔·沃丁顿，英國生物學家、古生物學家、遺傳學家和哲學家

### 27日
- 馬克·弗雷謝特，美國演員
- 傑克·朗，澳大利亞政治家[20]

### 29日
- 凱西·斯坦格爾，美國棒球運動員和經理

## 10月

### 3日
- 蓋伊·莫萊，第94任法國總理

### 4日
- 梅·薩頓，美國網球冠軍

### 10日
- 諾曼·萊文森，美國數學家

### 16日
- 唐·巴克萊，美國演員和藝術家[21]

### 21日
- 查尔斯·里德帕斯，美國運動員[22]

### 22日
- 阿诺德·J·汤因比，英國歷史學家

### 27日
- 佩雷格里諾·安塞爾莫，烏拉圭足球運動員
- 雷克斯·斯托特，美國作家

### 28日
- 喬治·卡彭蒂埃，法國拳擊手

### 30日
- 古斯塔夫·赫兹，德國物理學家，諾貝爾獎獲得者

## 11月

### 1日
- C.S.賴特，加拿大探險家

### 2日
- 皮埃尔·保罗·帕索里尼，義大利電影導演

### 4日
- 法蘭西斯·德沃爾尼克，捷克歷史學家

### 5日
- 莱昂内尔·特里林，美國文學評論家

### 6日
- 恩斯特·汉夫斯坦格尔，出生於德國的美國商人和政治家[23]
- 安妮特·凱勒曼，澳大利亞游泳運動員和演員

### 13日
- R.C.謝里夫，英國作家

### 17日
- 凯·约翰逊，美國女演員

### 20日
- 弗朗西斯科·佛朗哥，西班牙將軍和政治家，西班牙首相[24]

### 29日
- 托尼·布裡斯，英國賽車手
- 诺曼·格拉汉姆·希尔，英國賽車手

## 12月

### 4日
- 汉娜·阿伦特，德國政治理論家

### 7日
- 桑顿·怀尔德，美國劇作家

### 8日
- 普林尼奥·萨尔加多，巴西政治家和作家

### 9日
- 威廉·A·威爾曼，美國電影導演

### 10日
- 安德鲁·博尔顿，澳大利亞奧運游泳運動員

### 12日
- 薩阿迪·蒙拉，黎巴嫩第四任總理

### 14日
- 亞瑟·特雷徹，英國演員

### 15日
- 亞歷克斯·阿倫森，猶太裔荷蘭援助工作者
- 井上成美，日本海軍上將

### 16日
- 康生，中共中央副主席、全國人民代表大會常務委員會副委員長，中央政治局常委，文化大革命發動及支持者之一。

### 17日
- 諾布爾·西斯爾，美國爵士樂作曲家

### 18日
- 费奥多西·多布然斯基，烏克蘭裔美國遺傳學家和進化生物學家

### 19日
- 木谷實九段，日本圍棋手。[25]
- 勒內·馬休，法國教授和行政人員，聯合國教科文組織第六任總幹事

### 20日
- 威廉·倫迪根，美國演員

### 21日
- 羅蘭·李，美國電影導演

### 24日
- 伯纳德·赫尔曼，美國作曲家

### 30日
- 埃琳·阿赫夫萊迪亞尼，蘇聯畫家